# Ernest Guéguen
Pour les articles homonymes, voir Guéguen.
Ernest Guéguen, né le 30 mai 1885 à Saint-Servan (Ille-et-Vilaine) et mort le 25 septembre 1915 à Souain (Marne), est un footballeur français évoluant au poste d'attaquant.

## Carrière
Ernest Guéguen, surnommé « le grand ressort », passé par le Gallia Club en 1906 et réserviste en 1908 lors des J.O. de Londres, évolue à l'US Servannaise lorsqu'il connaît sa première sélection en équipe de France de football. Il est décrit comme « un gars solide taillé à coups de hache, surmonté d’une tête de Breton ». 
Il devient d'ailleurs le premier footballeur breton à porter le maillot des Bleus, à une époque où les joueurs sélectionnés évoluent principalement à Paris et dans des équipes nordistes. Il affronte en match amical l'Angleterre amateur le 27 février 1913. Les Anglais s'imposent sur le score de quatre buts à un.  
Courageux, il a fini ce match le nez en sang après avoir reçu un ballon dans la figure. Très médiocre au début, il a raté tout ce qu’il a entrepris, sauf une passe, décisive pour André Poullain pour la réduction du score saluée par un tonnerre d’applaudissements. «Il fut inférieur, c’est incontestable, juge L’Aéro. Il est trop lourd et ne sera pas conservé. Son travail manque en général de clairvoyance.» Guéguen avait aussi des circonstances atténuantes. Prévenu au dernier moment, il avait dû voyager toute la nuit depuis sa Bretagne pour être à l’heure au coup d’envoi. 
Soldat sympathique et affable du 247e régiment d'infanterie lors de la Première Guerre mondiale, il meurt au combat à Souain lors de la seconde bataille de Champagne le 25 septembre 1915. Son patronyme sera associé dès l’année suivante à une coupe disputée en Bretagne.